# 귀니스 월쉬
귀니스 월시(Gwynyth Walsh, 1956년 ~ )는 캐나다의 배우이다.
위니펙에서 태어났다.

## 출연 작품
- 초크슬램 (2016년)
- 투 더 맷 (2011년)
- 허 온니 차일드 (2008년)
- 바다의 괴수 (2008년)
- 바비 인 어 크리스마스 캐롤 (2008년)
- 틴 맨 (2007년)
- 플라이트 93 (2006년)
- 마스터즈 오브 호러 에피소드 8 - 담배 자국 (2005년)
- 아이스 엔젤 (2000년)
- 사랑의 선물 (1999년)
- 진실을 위하여 (1999, Our Guys: Outrage at Glen Ridge)
- 파이널 디센트 (1997년)
- 2103 데들리 웨이크 (1997년)
- 예고 살인 (1996년)
- 소프트 디시트 (1994년)
- 스타 트랙 7 - 넥서스 트랙 (1994년)
- 누명 (1993년)
- 크러쉬 (1993년) - 리브 포레스터 역
- 내 아들 쟈니 (1991년)
- 화성에서 온 소녀 (1991년)
- 차일드 크리스마스 인 웨일스 (1987년)
- 인섹트 (1987년)

### 텔레비전
- In the Heat of the Night (1994)
- 스타 트렉 - 넥스트 제너레이션 TV 시리즈 (1987년)
- LA 로 (1986년)